# لیا هنی
لیا هَنی (استونیایی: Liia Hänni؛ زادهٔ ۴ اکتبر ۱۹۴۶) اخترفیزیک‌شناس، سیاست‌مدار زن و نماینده سابق مجلس اهل استونی است.